# Kanalhaltung

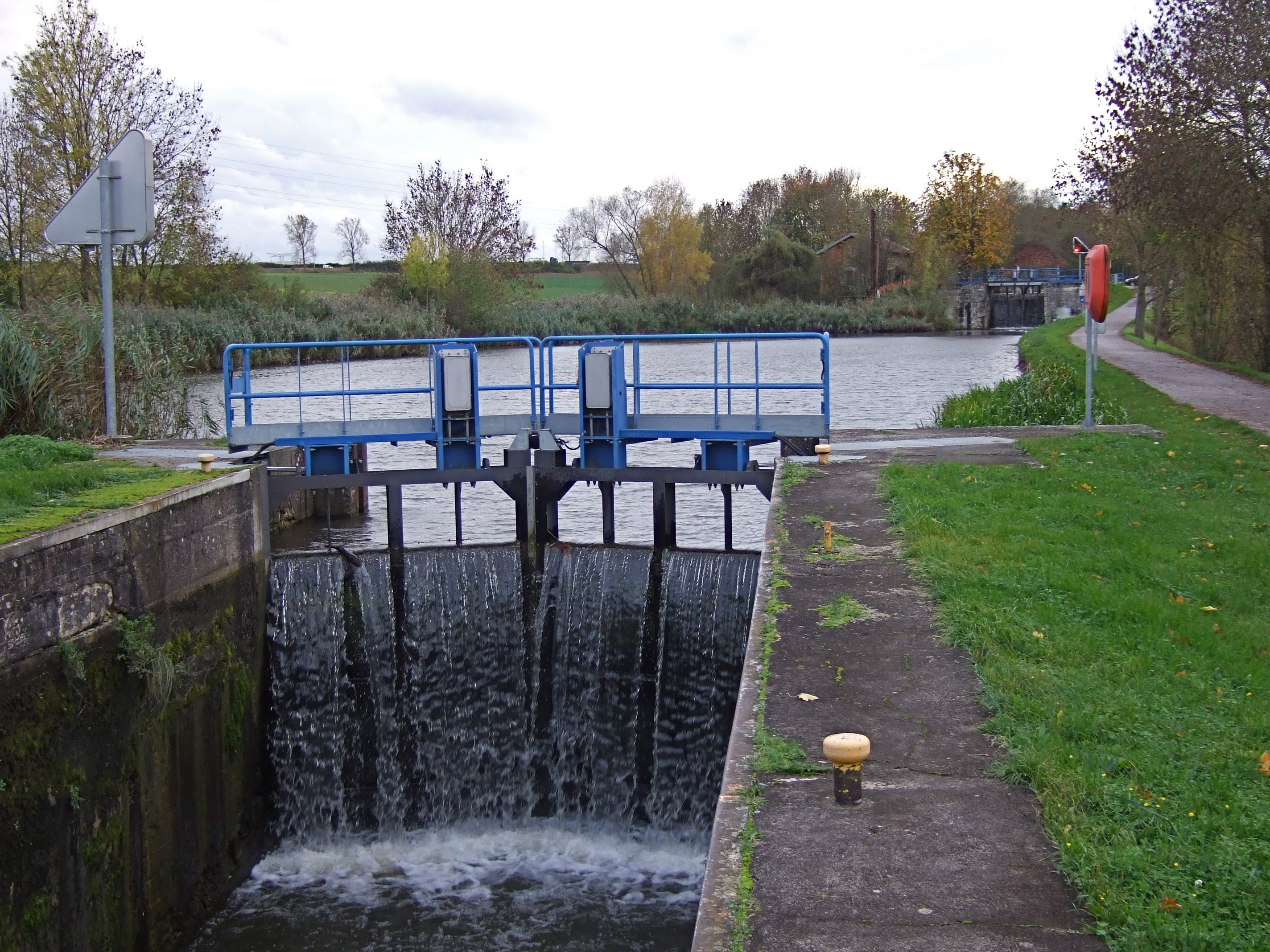
Kurze Kanalhaltung zwischen zwei Schleusen am Canal de jonction de Nancy

Als Kanalhaltung bzw. nur Haltung wird der Abschnitt eines schiffbaren Kanals zwischen – in der Regel – zwei benachbarten Kanalstufen (Schleusen oder Schiffshebewerken) bezeichnet. Die höchstgelegene Haltung eines Kanals wird als Scheitelhaltung bezeichnet.
Die Kanalhaltung wird gewöhnlich von der kanalaufwärts gelegenen Schleuse gespeist und gibt Wasser an die abwärts gelegene Schleuse ab. Innerhalb einer Haltung kann dem Kanal – die Scheitelhaltung wird in jedem Fall versorgt – aber auch von außen Wasser zugeführt werden, ebenso kann er dort überflüssiges Wasser abgeben.

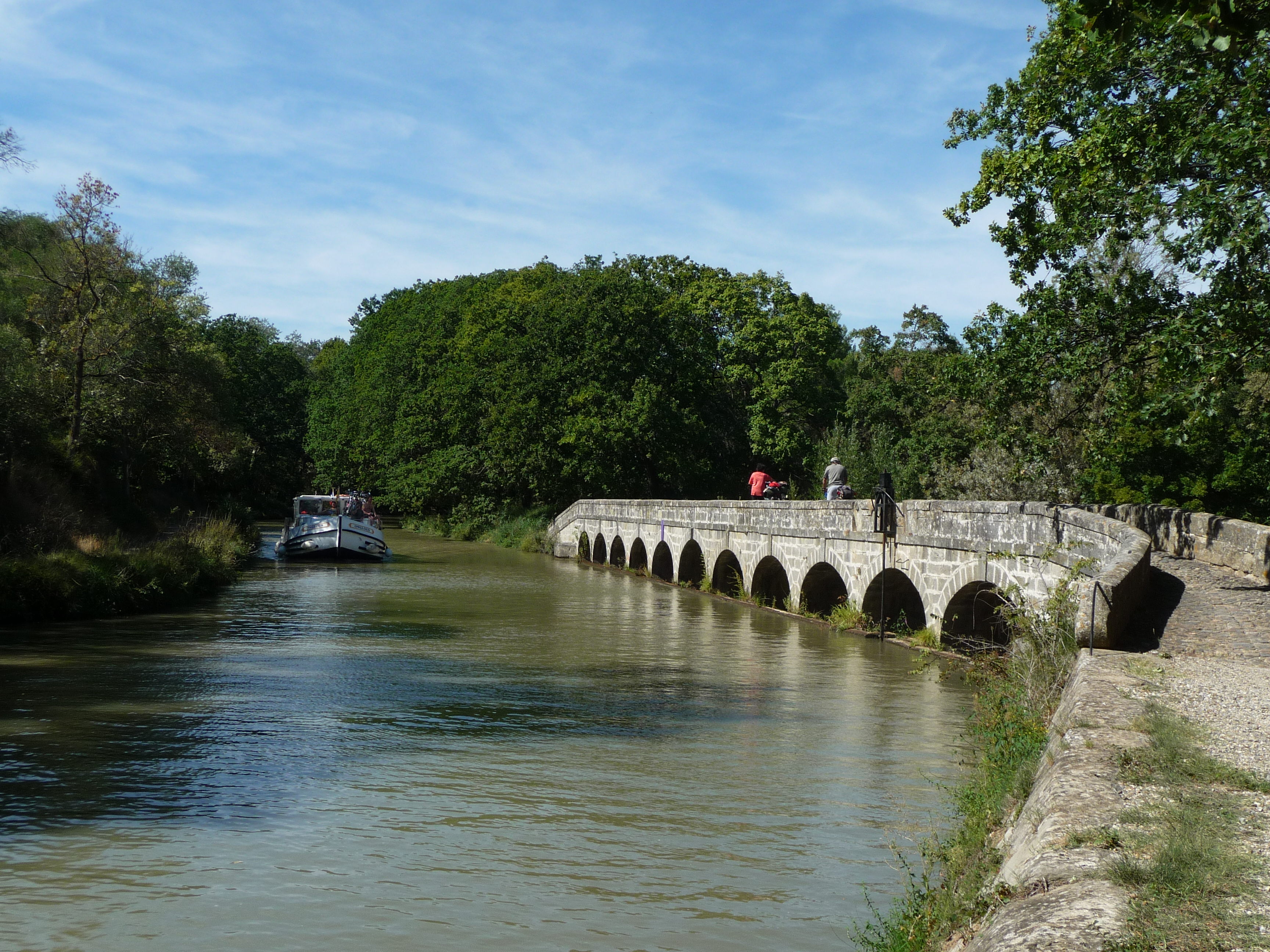
Überlauf des Canal du Midi in den Argent-Double (mit Brücke für den Leinpfad)

Die Scheitelhaltung des Canal du Midi in Südfrankreich erhält ihr Wasser über den Kanal Rigole de la plaine vom Bassin de Saint-Ferréol, einem in der zweiten Hälfte des 18. Jahrhunderts zu diesem Zweck angelegten Stausee. Da der Kanal in seinem Verlauf durch Versickerung, Verdunstung und Verkauf Wasser verliert, wird ihm mehrfach bei Bedarf erneut Wasser zugeführt. Dies ist zum Beispiel bei Carcassonne vom Fresquel und bei Trèbes von der Aude der Fall. Die Wasserversorgung kann auch, wie beim Elbe-Seitenkanal, durch Pumpwerke erfolgen.
Nicht weniger wichtig sind Abflüsse, da der Wasserstand des Kanals durch Witterungseinflüsse rasch ansteigen kann. Die einzigartige Kombination einer Kanalbrücke mit einem statischen Überlauf befindet sich mit dem Aqueduc des Voûtes am Canal du Midi bei Renneville. Dort kann bei Hochwasser aus der Haltung zwischen den Schleusen Gardouche und Renneville Wasser aus dem Kanal in den überquerten Hers-Mort fließen.